# Psychotria mindoroensis
Psychotria mindoroensis är en måreväxtart som beskrevs av Adolph Daniel Edward Elmer. Psychotria mindoroensis ingår i släktet Psychotria och familjen måreväxter. Inga underarter finns listade i Catalogue of Life.